# Episodi di UFO Robot Goldrake
Questo è l'elenco degli episodi di UFO Robot Goldrake, serie anime giapponese prodotta dalla Toei Animation e ideata da Gō Nagai, con il character design di Kazuo Komatsubara (ep. 1-48) e Shingō Araki (ep. 49-74), e le musiche del maestro Shunsuke Kikuchi.
La serie fu trasmessa per la prima volta in Giappone su Fuji Television dal 5 ottobre 1975 al 27 febbraio 1977 mentre l'edizione italiana andò in onda per la prima volta martedì 4 aprile 1978 sulla Rete 2. La programmazione italiana fu suddivisa in tre blocchi: dal 4 aprile al 6 maggio 1978 (24 episodi), dal 12 dicembre 1978 al 12 gennaio 1979 (25 episodi) e dall'11 dicembre 1979 al 6 gennaio 1980 (20 episodi).
In italiano furono doppiate e trasmesse in TV 71 puntate su 74, con esclusione degli episodi 15, 59 e 71 (però l'episodio 71 fu inserito nel film di montaggio Goldrake addio, mentre gli episodi 15 e 59 furono recuperati nella prima edizione -incompleta- su DVD del 2007). Questi episodi sono stati successivamente doppiati nell'edizione edita dalla d/visual uscita nel 2007.

## Lista degli episodi
| Nº | Titolo italiano (Edizione Rai 1978 - Edizione d/visual 2007) Giapponese 「Kanji」 - Rōmaji | In onda           | In onda          |
| Nº | Titolo italiano (Edizione Rai 1978 - Edizione d/visual 2007) Giapponese 「Kanji」 - Rōmaji | Giapponese        | Italiano         |
| 1  | Alcor e Actarus - Koji e Actarus 「兜甲児とデュークフリード」 | 5 ottobre 1975    | 4 aprile 1978    |
| 1  | Dopo aver trascorso un periodo di tempo negli Stati Uniti, il pilota di Mazinga Z Koji torna in patria pilotando una navicella a forma di UFO da lui stesso costruita. Atterra nei pressi di una fattoria in cui si trova a lavorare come assistente Actarus; subito dopo giunge anche il dottor Procton a dargli il suo più caloroso benvenuto in nome dell'intero laboratorio di ricerche spaziali da lui guidato. Fa così conoscenza con Rigel, il cowboy fanatico padrone della fattoria che scruta costantemente il cielo armato di cannocchiale in attesa dell'arrivo dei dischi volanti, coi figli di lui Venusia e Mizar, ed infine anche col "figlio" di Procton, l'introverso e solitario Actarus, il quale gli fa però subito una cattiva impressione. Poco dopo ha inizio l'invasione della Terra da parte delle truppe di Vega, extraterrestri che intendono entrar in possesso dell'intero pianeta dopo aver già conquistato gran parte della galassia. Si scopre che il giovane Actarus è in realtà un principe alieno di nome Duke Fleed, fuggito anni prima dal proprio pianeta natale messo a ferro e fuoco dai veghiani: dopo che ebbe trovato scampo sulla Terra a bordo di Goldrake venne adottato e allevato amorevolmente da Procton. Il primo mostro lanciato dagli alieni viene annientato dal robot pilotato da Actarus; sia i terrestri sia i comandanti di Vega vengono quindi a conoscenza dell'esistenza di Goldrake posto a difesa della Terra. Actarus cerca ad ogni modo di continuar a mantener segreta per quanto possibile la propria vera identità. |                   |                  |
| 2  | La Terra è in pericolo! - Actarus ... chi sei? 「ああ! わが大地みどりなりき」 | 12 ottobre 1975   | 5 aprile 1978    |
| 2  | Durante i lavori di riparazione del disco volante di Koji, il TFO, Rigel inavvertitamente lo fa decollare ma ecco che Actarus con un salto acrobatico riesce a portarlo in salvo; Koji stupito da tanta sovrumana abilità chiede spiegazioni a Procton, il quale si trova pertanto costretto a dirgli tutta la verità. Actarus proviene da un pianeta situato nella lontana nebulosa di Vega ed è l'ultimo superstite della famiglia reale, sterminata dagli invasori: sebbene rifiuti con tutte le sue forze la violenza e gli ripugni la guerra, ora che anche la Terra rischia di fare la stessa fine di Fleed egli, forzando la propria stessa volontà, prende la decisione di riattivare Goldrake e ricominciare la lotta. Vuole impedire che la sua patria adottiva cada nelle mani del nemico. |                   |                  |
| 3  | L'incubo - Pericolo alla fattoria 「危機迫る白樺牧場」 | 19 ottobre 1975   | 6 aprile 1978    |
| 3  | Actarus è tormentato da sogni agitati che gli impediscono di riposare adeguatamente durante la notte. Il giorno seguente al ranch di Rigel c'è una festa con rodeo, in cui vengono invitati anche tutti i dipendenti del centro ricerche di Procton; l'addetto al controllo radar, a causa della musica allegra e dei copiosi brindisi, si scorda di avvisare che v'è appena stato un avvistamento di astronavi spaziali in avvicinamento alla Terra. Un'orda di minidischi può così attaccare di sorpresa e del tutto indisturbata la fattoria: mentre Koji a bordo del suo disco volante cerca di trattenerne quanto più possibile la potenza offensiva, il dottor Procton ritorna precipitosamente alla base e Actarus aiuta i presenti a fuggire. Poi, salito a bordo di Goldrake, il giovane principe di Fleed ingaggia uno strenuo combattimento col mostro mandatogli contro e lo vince. |                   |                  |
| 4  | Il mostro spaziale - Salvare Koji 「若き血潮は紅に燃ゆ」 | 26 ottobre 1975   | 7 aprile 1978    |
| 4  | Hydargos, comandante in capo delle truppe d'invasione di Vega, strategicamente fa attaccare la vicina città per obbligare così Goldrake ad uscire e quindi rivelare la propria provenienza; Koji però molto temerariamente sceglie d'attaccate col TFO il mostro alieno. Purtroppo una schiera di minidischi prima lo cattura e poi lo fa precipitare rovinosamente. Actarus giunge in aiuto nonostante un gruppo di soldati nemici li prenda di mira: tornato velocemente nella cabina di pilotaggio di Goldrake prende il via una feroce battaglia. Con l'aiuto di Koji il nemico viene infine battuto e, per la prima volta, sembra che tra i due ragazzi vi sia la possibilità di un accordo: è sbocciata un'amicizia. |                   |                  |
| 5  | Una serata di gloria - Catturate Goldrake 「炎の愛を夕陽に染めて」 | 2 novembre 1975   | 8 aprile 1978    |
| 5  | Mentre Koji si sta esercitando in aria a bordo del suo TFO, uno schieramento di truppe nemiche attacca; viene colpito e la navicella precipita in avaria, ma il giovane riesce fortunosamente ad uscirne vivo. Subito dopo Banta, Venusia e Mizar, assieme a Koji, vengono fatti prigionieri dai veghiani, che minacciando di giustiziarli senza alcuna pietà costringono Goldrake ad arrendersi. Per fortuna, grazie al coraggio e al valore di Koji, i terrestri presi in ostaggio sono liberati e portati al sicuro, cosicché Goldrake è ora libero di scatenare tutta la sua ira contro i nemici. Mentre Koji s'impossessa di un minidisco ed annienta in tal modo la forza aerea avversaria, Actarus affronta ed elimina il mostro di Vega. |                   |                  |
| 6  | Attacco a Tokyo - Attacco alla città di Tokyo 「大空を斬る闘魂」 | 9 novembre 1975   | 11 aprile 1978   |
| 6  | Un mostro fa prigioniero l'autobus in cui si trovano Venusia e Banta, andati in gita a Tokyo; Koji col TFO nulla può contro la forza preponderante del nemico. Lo stesso Goldrake si trova inizialmente impedito, preoccupato com'è dell'incolumità dei passeggeri. Procton allora consiglia ad Actarus di cercar di trascinare il mostro il più in alto possibile in cielo, per permettere a Koji di portare in salvo i terrestri. Il nemico viene infine sconfitto, grazie anche all'apporto del TFO. |                   |                  |
| 7  | Missione da Vega - Anche a costo della vita 「たとえ我が命つきるとも」 | 16 novembre 1975  | 19 aprile 1978   |
| 7  | Da Vega giunge la decisione di mettere provvisoriamente a capo delle truppe d'assalto Gorman, un giovane capitano appartenente alla stessa guardia personale scelta dell'Imperatore; ciò, com'è facile immaginare, provoca in Hydargos il timore d'esser presto sostituito e messo da parte, a causa anche dei continui fallimenti nella lotta contro Goldrake che finora ha dovuto subire. Durante lo scontro col robot di Actarus, Gorman riesce ad individuarne la base segreta, grazie alle ricetrasmittenti che è riuscito ad applicarvi. Ma verrà ucciso dai dischi inviati dall'invidioso Hydargos. |                   |                  |
| 8  | Un mistero dello spazio - La nube misteriosa 「地球の緑はあたたかい」 | 23 novembre 1975  | 13 aprile 1978   |
| 8  | Una nebulosa spaziale di origine non identificata sta mettendo fuori uso gli apparecchi radar della base terrestre; Koji, nonostante i ripetuti consigli di prudenza da parte di Actarus, parte con la sua navicella. I timori del giovane non erano infondati, difatti appena giunge nei pressi della nube misteriosa Koji precipita colpito da una serie di mine spaziali poste a schiera all'interno della nebulosa. Ferito, viene subito condotto in ospedale e non si trova pertanto nelle condizioni di poter avvertire Actarus: ma dopo essersi ripreso corre in soccorso dell'amico, già partito alla volta della nube del tutto inconsapevole del pericolo. Prende così il via il piano escogitato da Hydargos per fermare Goldrake. Colpito a ripetizione dalle mine spaziali Actarus rischia di precipitare a sua volta, sennonché, grazie all'intervento provvidenziale di Koji, riesce a riprendere i sensi e il controllo del suo robot appena in tempo per lanciarlo contro il mostro di Hydargos uscito allo scoperto. |                   |                  |
| 9  | Catturate gli spaziali! - Missione dal pianeta Rubi 「許されざる怒りを越えて」 | 30 novembre 1975  | 14 aprile 1978   |
| 9  | L'aliena Mineo viene convinta dai veghiani a compiere una missione suicida con la falsa promessa di risparmiare il suo pianeta natale Rubi. La ragazza non riesce a far esplodere il suo robot assieme a Goldrake e viene soccorsa e accolta dai terrestri. Quando scopre l'identità del pilota di Goldrake, Mineo si dibatte tra il desiderio di ucciderlo per salvare il suo pianeta e la volontà di non farlo perché affascinata dalla bontà d'animo di Actarus. Alla fine, convinta della generosità dei terrestri che l'hanno accolta tra loro, Mineo si schiera contro le forze di Vega e va incontro a una sorte tragica. |                   |                  |
| 10 | Operazione spionaggio - Un amico dallo spazio 「あこがれは星の彼方に」 | 7 dicembre 1975   | 15 aprile 1978   |
| 10 | Un ragazzino terrestre orfano, convinto che nello spazio possa trovare i suoi genitori, viene avvicinato da due veghiani, che lui crede alieni amici. Questi vogliono usarlo per cercare il TFO e Goldrake. Quando però il ragazzino si rende conto delle vere intenzioni dei veghiani, verrà da loro preso in ostaggio e nascosto all’interno di un mostro spaziale per evitare che Goldrake lo distrugga. Actarus salverà il ragazzino. |                   |                  |
| 11 | L'agguato lunare - L'eclisse solare 「黒い太陽の中の悪魔!!」 | 14 dicembre 1975  | 18 aprile 1978   |
| 11 | Durante un'eclissi solare Gandal ordina a Hydargos di distruggere tutti gli osservatori terrestri per evitare che, durante le osservazioni dell'eclisse, scovino la loro base, inoltre deve attirare Goldrake nel cono d'ombra causato dalla Luna dove i mutamenti nella ionosfera e l'assenza di luce solare impediranno ai motori del robot di funzionare. Actarus si mette in azione in seguito alla distruzione degli osservatori spaziali e cade nella trappola di Vega, ma grazie all'aiuto di Koji riesce a salvarsi e a mettere in fuga i nemici. |                   |                  |
| 12 | Il disco di ghiaccio - Il principe delle stelle 「虹の橋を渡る少女」 | 21 dicembre 1975  | 20 aprile 1978   |
| 12 | I veghiani decidono di installare una base missilistica su un monte innevato nei pressi della base di Goldrake. Nell'operazione, il loro mostro spaziale Gani Gani distrugge una stazione meteo dove vive una famiglia, della quale sopravvive solo una bambina chiamata Miyuki che viene recuperata da Actarus e Koji. La piccola ha perduto la memoria ed è rimasta ferita alle gambe, ma dai pochi ricordi che le riaffiorano Actarus e Koji intuiscono che a provocare il terremoto presso la casa di Miyuki è stato un mostro di Vega che si è mimetizzato durante le loro ricognizioni. Goldrake quindi esce per affrontarlo e distrugge la base nemica in costruzione. In occasione del Natale Actarus avvera il sogno di Miyuki di incontrare il principe delle stelle e la aiuta a rialzarsi e a camminare come prima. |                   |                  |
| 13 | Fiamme dallo spazio - Obiettivo Goldrake 「狙われたグレンダイザー」 | 28 dicembre 1975  | 21 aprile 1978   |
| 13 | Durante i preparativi per il Capodanno alla fattoria di Rigel, un mostro spaziale funzionante a energia solare assalta e distrugge la città. Durante la notte rimane immobile e Koji cerca di farlo saltare in aria con esplosivi, senza successo. Il giorno seguente il mostro riprende ad attaccare e Goldrake tenta di fermarlo ma viene bloccato. Grazie a Koji, che riflette verso il mostro spaziale il suo stesso raggio di energia, Goldrake si libera e può finalmente debellare il nemico. |                   |                  |
| 14 | Festa di Capodanno - Arriva Boss Robot 「ボスボロットがやって来た!!」 | 4 gennaio 1976    | 22 aprile 1978   |
| 14 | Actarus, Venusia e gli altri stanno festeggiando il Capodanno in maniera tradizionale giapponese, quando arriva a trovare Koji anche Boss con i suoi compari. Nel tragitto verso la fattoria Shirakaba però delle spie di Hydargos si sono introdotte in Boss Robot e hanno piazzato delle bombe a orologeria ritenendolo pericoloso. Boss, Duke e Mucha salvano il loro robot scovando tutte le bombe e Goldrake elimina il mostro spaziale Dridol venuto a recuperare le spie. |                   |                  |
| 15 | ‍Inedito - Lettera a una madre 「遥かなる母への手紙」 | 11 gennaio 1976   | 27 gennaio 2015  |
| 15 | Grazie agli studi del giovane comandante e scienziato Yara, Vega sviluppa un amplificatore sismico. Per farlo funzionare serve l'aiuto del sismologo: ma Yara è uno scienziato pacifista che non vuole utilizzare le sue invenzioni per scopi bellici. Lady Gandal minaccia quindi di deportarne la madre su Red Ghost, un pianeta-miniera dove vengono imprigionati i dissidenti del regime veghiano. Yara cerca allora una soluzione pacifica, quella di convincere Actarus a consegnarsi per evitare spargimenti di sangue. Quando si accorge di essere stato ingannato dai comandanti militari di Vega, rende inutilizzabile l'amplificatore sismico, permettendo così ad Actarus di scappare. Hydargos blocca Yara e decide di punirlo riprogrammando il suo cervello per farlo combattere contro Goldrake, non prima di avergli rivelato che la madre era già morta su Red Ghost. Actarus sarà così costretto a uccidere Yara, che solo in punto di morte recupera la personalità originaria. |                   |                  |
| 16 | La stella fantasma - La forza dell'amore 「こころにひびく愛の鐘」 | 18 gennaio 1976   | 25 aprile 1978   |
| 16 | Kaori, la fidanzata dello scienziato Hayashi, viene a trascorrere qualche giorno alla fattoria Shirakaba, ma prima del suo arrivo la Spia X di Vega la soggioga tramite il suo fermacapelli per raccogliere informazioni sul centro ricerche. Actarus intuisce che la ragazza è sotto il controllo di Vega e le toglie il fermacapelli in un momento di distrazione. La spia veghiana attacca ugualmente con un mostro spaziale ma Goldrake lo mette fuori combattimento. |                   |                  |
| 17 | La bufera di neve - Una vita in pericolo 「小さな生命(いのち)を救え!」 | 25 gennaio 1976   | 27 aprile 1978   |
| 17 | Durante una bufera di neve vengono portati fuori i cavalli della fattoria. I veghiani decidono però di inviare sulle montagne anche un mostro spaziale capace di livellare i monti, con il fine di costruire sulla Terra una stazione aliena nei pressi della fattoria e da lì scovare la base di Goldrake. L'azione del mostro Gibagiber mette in pericolo la vita dei protagonisti e di un puledro, ma grazie a Goldrake e al minidisco di Koji tutto si sistema. |                   |                  |
| 18 | Passaggio segreto - Il passaggio segreto numero sette 「発進! 秘密ルート7」 | 1º febbraio 1976  | 26 aprile 1978   |
| 18 | I veghiani prendono possesso della città di Yatsudataki controllandone gli abitanti con il vegatron. Koji si dirige là seguendo una flotta di UFO misteriosa, ignorando gli ordini di Procton e di Actarus, e viene anch'esso soggiogato dagli alieni con un'iniezione di vegatron. Dopo qualche esitazione Actarus va a salvare il suo amico e lo riporta al centro ricerche, dal quale Koji invia la posizione della base ai nemici mentre è controllato tramite le onde elettromagnetiche. Actarus porta lontano il trasmettitore e i nemici raggiungono la posizione segnalata. Goldrake esce – attraverso il passaggio segreto numero 7 – da una cascata che le forze di Vega distruggono immediatamente, e sconfigge il mostro spaziale Gadega che controllava Koji con la sua antenna. |                   |                  |
| 19 | Pioggia di asteroidi - Minaccia dallo spazio 「恐怖のエアロライト!」 | 8 febbraio 1976   | 28 aprile 1978   |
| 19 | I veghiani evitano una pioggia di asteroidi diretta verso la loro nave spaziale deviandola sulla Terra con dei missili a controllo guidato, e in un asteroide nascondono il mostro Gozgo che una volta atterrato sul pianeta inizia a costruire di nascosto una base veghiana con dei minidischi. Goldrake non riesce a far esplodere tutti i meteoriti prima che impattino sul suolo terrestre, e alcuni di essi, compreso quello che trasportava il mostro, distruggono il villaggio di Mankichi, un bambino infelice e orfano come Actarus. Il professor Procton non è del tutto convinto che la pioggia di asteroidi sia un fenomeno del tutto naturale, e infatti quando Koji si avvicina al punto dell'impatto scopre la base in costruzione e Goldrake entra in azione per distruggerla. |                   |                  |
| 20 | L'insidia sotto la montagna - Congiunzione lunare 「決死の雪山脱出作戦」 | 15 febbraio 1976  | 29 aprile 1978   |
| 20 | I veghiani hanno messo a punto un nuovo piano d'attacco: sotto il monte Kirifuki installano un apparecchio in collegamento con un mezzo analogo sulla Luna. Lo scopo è quello di avvicinare il satellite terrestre al pianeta durante un'eclissi lunare, per provocare immani catastrofi. La navicella madre di Vega viene avvistata nei pressi della montagna e Koji scova dei minidischi allontanarvisi dopo aver piazzato l'impianto. La flotta passa all'attacco e prende Koji in ostaggio, con il quale costringe Actarus (arrivato in suo aiuto con Goldrake) ad arrendersi. Anche con i due ragazzi catturati, Lady Gandal vuole comunque attuare il piano di avvicinamento della Luna. Actarus e Koji però riescono a liberarsi e distruggono l'impianto di attrazione gravitazionale sotto la montagna prima che entri in azione. |                   |                  |
| 21 | Il giorno dell'aurora - Lo splendore dell'aurora 「決戦! オーロラの輝き」 | 22 febbraio 1976  | 2 maggio 1978    |
| 21 | Il piano veghiano prevede di sciogliere i ghiacci del Polo Nord per innalzare i livelli del mare e sommergere così numerose città terrestri. Actarus si vede costretto a intervenire anche a costo di rimandare le cure di Taro, un cavallo della fattoria in fin di vita a cui è molto affezionato. Una volta distrutti il riflettore termico e il mostro spaziale, Actarus torna alla fattoria con Goldrake a velocità supersonica e porta la medicina per Taro. Quest'ultimo ha salva la vita grazie ad Actarus, ma Rigel è in collera con lui per non essere intervenuto nel momento del bisogno, senza sapere nulla della missione che ha affrontato. |                   |                  |
| 22 | La difesa magnetica - Il coraggio di un fiore 「花一輪の勇気」 | 29 febbraio 1976  | 3 maggio 1978    |
| 22 | I veghiani rubano un macchinario capace di produrre un intenso campo magnetico e lo montano su un mostro spaziale. Il dottor Procton ne costruisce allora uno simile in grado di produrre un campo che riesce ad annullare quello nemico, e lo monta su Goldrake. Il pericolo del mostro meccanico viene così annullato, ma Actarus si accorge che non può distruggere il robot a distanza, perché nella sua testa c'è uno scienziato terrestre prigioniero. Ispirato da una primula – fiore coraggioso che resiste nella neve e da lì spunta – Goldrake compirà un'azione in grado di distruggere il robot e liberare lo scienziato. |                   |                  |
| 23 | Distruggere la diga! - Un extraterrestre di nome Actarus 「激流に叫ぶひかる」 | 7 marzo 1976      | 4 maggio 1978    |
| 23 | L'astronave madre di Vega manda sulla Terra il mostro spaziale Gisug. Actarus esce con il suo robot e Hydargos, studiandone gli spostamenti, individua una possibile ubicazione della sua base, che intende inondare distruggendo le tre dighe di un bacino idrico lì vicino. Nel frattempo il più bel cavallo di Rigel scappa proprio nei pressi della diga e Venusia va a riprenderlo da sola rifiutando l'aiuto di Actarus, che non è accorso in precedenza. Actarus segue comunque la ragazza ed è costretto a trasformarsi in Goldrake per salvarla mentre cade da un precipizio, rivelando così la sua vera identità aliena. Venusia viene presa in ostaggio da Hydargos, ma Goldrake interviene per la sua liberazione e sconfigge il mostro mentre è intento a demolire le dighe, limitando i danni alla foresta circostante. Alla fine, Venusia chiede scusa ad Actarus per essersi arrabbiata con lui e gli confida che pur conoscendo la sua vera identità preferisce continuare a chiamarlo con il nome con cui l'ha conosciuto. |                   |                  |
| 24 | Eliminate Goldrake! - Actarus in pericolo 「危うしデュークフリード!」 | 14 marzo 1976     | 5 maggio 1978    |
| 24 | Il luogotenente Whiter della guardia reale di Vega - che guidò la devastazione del pianeta Fleed - si introduce in un satellite, lo fa precipitare nell'oceano e assume le fattezze di uno scienziato della Nasa. Con l'aspetto del dr. Space si presenta all'istituto di Procton e con un inganno fa uscire Goldrake dalla base per fargli campionare rocce spaziali ai superfotoni. Lo scopo di Wither è scoprire l'identità terrestre di Duke Fleed ed eliminarlo facendo esplodere le rocce che raccoglierà, però perde l'occasione per farlo. Venusia scopre che il dr. Space è un veghiano e cerca di avvisare Actarus, il quale libera Venusia fatta prigioniera e con Goldrake uccide Wither nel suo mostro spaziale. |                   |                  |
| 25 | L'amore che sbocciò nel cielo - Un amore sbocciato nello spazio 「大空に輝く愛の花」 | 21 marzo 1976     | 6 maggio 1978    |
| 25 | Actarus ritrova sulla Terra, braccata dai veghiani, Naida, il suo antico amore di Fleed. In realtà si tratta di un piano dei nemici: il cervello della ragazza è condizionato dai generali di Vega. Naida inoltre nutre rancore nei confronti di Actarus: il fratellino, sottoposto ad un esperimento, era stato trasformato nel mostro spaziale Girgir distrutto da Goldrake nell'episodio 1. Ma contemporaneamente l'amore di Naida per Actarus le impedisce di ucciderlo. Naida rivela la terribile verità su suo fratello e Actarus cade in una profonda depressione. Liberata dal condizionamento veghiano, Naida decide di attaccare i veghiani con un attacco suicida. Actarus, ripresosi con un elettro-shock, perde quindi il suo amore. |                   |                  |
| 26 | Avanti nello spazio! - L'attacco di Hydargos (prima parte) 「スカルムーン総出撃!」 | 28 marzo 1976     | 12 dicembre 1978 |
| 26 | Koji e Hayashi vanno in orbita con il razzo Shirakaba 1 per assemblare il prototipo di una stazione orbitante. Gandal ordina a Hydargos di lanciare contro di loro il mostro Gidog, che taglia il cavo di sicurezza di Koji e costringe Hayashi a rientrare sulla Terra. Goldrake si lancia nello spazio per salvare Koji, preceduto dal razzo Shirakaba 2 che disturba il tentativo dei veghiani di localizzare il punto da cui fuoriesce il robot. L'astronave di Goldrake va a recuperare Koji, mentre Actarus lotta contro due mostri spaziali. Tornati sulla Terra a bordo di Goldrake, Actarus e Koji scoprono che un terzo mostro ha attaccato la fattoria e ferito Venusia, che ora si trova all'istituto e ha bisogno di una trasfusione. Goldrake si libera di uno dei tre mostri ma i restanti Urul e Hadohad continuano a dargli del filo da torcere. |                   |                  |
| 27 | Il contrattacco di Goldrake - L'attacco di Hydargos (seconda parte) 「猛攻撃! グレンダイザー」 | 4 aprile 1976     | 13 dicembre 1978 |
| 27 | Actarus si libera dalla presa dei due mostri spaziali e, non potendo rientrare alla base perché i passaggi sono ostruiti, lascia Goldrake danneggiato in una caverna schermata magneticamente e torna a piedi alla base. Il TFO di Koji viene distrutto mentre si reca all'ospedale per prendere il sangue per Venusia, ma Actarus offre il suo e in seguito alla trasfusione Venusia si riprende rapidamente. L'istituto viene occupato da Hydargos e Procton viene torturato fintanto che non rivela dove si trova Duke Fleed. Venusia raggiunge Actarus nella caverna e insieme ideano un piano per allontanare i veghiani dalla base e permettere a Procton e Koji di portare a Goldrake un pezzo di ricambio. Hydargos cade nella trappola e quando se ne accorge tenta di uccidere Venusia, ma Goldrake la trae in salvo. Il robot può finalmente tornare a combattere e distrugge i due mostri spaziali, oltre all'astronave madre di Vega con a bordo il comandante Hydargos, che, pentito per aver mandato in fumo l'assedio, vuole provare il tutto per tutto e sacrificarsi per la causa di Vega. |                   |                  |
| 28 | L'invasione degli umanoidi - I mostri del pianeta Bell 「闇夜に響く悪魔のベル」 | 11 aprile 1976    | 14 dicembre 1978 |
| 28 | Dopo la scomparsa di Hydargos il re Vega assegna alla missione di conquista della Terra un nuovo collaboratore: il ministro delle scienze Zuril. Quest'ultimo è uno stratega e attua subito un piano per costruire una base terrestre in un villaggio disabitato, che Rigel e la sua famiglia sono andati a visitare in quanto luogo natale di Rigel. Zuril invia dei microdischi provenienti dal pianeta Bell che cooperando possono disintegrare qualsiasi cosa. La sera, Rigel e gli altri scoprono la minaccia di quei piccoli mostri spaziali e si rifugiano nella casa dei loro antenati. Intanto Actarus, che era con loro, si allontana venendo inseguito dai microdischi ma riesce a raggiungere incolume il centro ricerche, dal quale esce con Goldrake per tornare dai suoi amici. Mentre Actarus è via, Rigel prova a scacciare i mostri con una vecchia katana ma senza alcun successo. Fortunatamente Goldrake arriva in tempo e dopo alcuni tentativi scopre il modo di sconfiggere i mostri, che si accorpano in una creatura più grande e si separano per schivare i colpi a lei diretti. |                   |                  |
| 29 | Un amico dallo spazio - Addio amico extraterrestre 「さらば 宇宙の友よ!」 | 18 aprile 1976    | 15 dicembre 1978 |
| 29 | Haruk, giovane alieno originario del pianeta Dera ("stella Delta" nella prima edizione italiana), alleata coi veghiani, viene rimpicciolito da Zuril e, nei panni del bambino Haruo Ideura, ha il compito di spiare il centro ricerche per scovare la base di Goldrake. Haruo fa amicizia con Mizar perché entrambi hanno un interesse in comune: la cura di un colombo ferito nel giardino della scuola. L'alieno però, siccome non può avvicinarsi al centro ricerche, è costretto a tramutare l'uccello in un cyborg spia, che viene poi distrutto da Koji. Mizar si reca a casa di Haruo per chiedere spiegazioni all'amico sulla sparizione del colombo e scopre la sua vera identità. Haruk cattura il bambino, ma essendosi affezionato a lui finisce poi per liberarlo. Col suo mostro spaziale Derad affronta quindi in combattimento Goldrake, che avrà la meglio su di lui. |                   |                  |
| 30 | La cicatrice rossa - La cicatrice rossa 「赤い傷跡のバラード」 | 25 aprile 1976    | 18 dicembre 1978 |
| 30 | Vega pianifica un nuovo attacco sfruttando le rocce elettrificate del pianeta Goda, con le quali costruiscono un dispositivo letale che installano sul mostro spaziale Godag. Koji vuole sperimentare il prototipo del suo nuovo disco spaziale, anche a costo di sfidare un temporale. Actarus e Venusia lo avvertono dei rischi e, mentre l'amico tenta di trattenere Koji, un fulmine colpisce la rampa di lancio e Actarus ne viene ferito al braccio. La lesione che si procura Actarus è in realtà una vecchia cicatrice, ora riaperta, causata dalle radiazioni Vegatron durante l'attacco di Fleed da parte di Vega. Il mostro Godag inizia a devastare la città e Koji accorre con il suo prototipo di TFO, che però verrà distrutto. Quando rinsavisce, anche Actarus esce all'attacco con Goldrake e debella il mostro. Dopo la missione, Procton informa suo figlio che per le radiazioni Vegatron non esiste una cura, ed egli è già consapevole che morirà quando la ferita si estenderà, ma fino ad allora continuerà a difendere la Terra. |                   |                  |
| 31 | Un robot per Alcor - Ritorna Boss Robot 「空に花咲け! ボスの友情」 | 2 maggio 1976     | 19 dicembre 1978 |
| 31 | A causa della distruzione del suo TFO, Koji è giù di morale e Boss vuole aiutarlo, così costruisce per lui una navicella che è anche compatibile con Boss Robot come modulo volante. Ancora una volta le truppe di Vega scambiano la creazione di Boss per un'arma letale per loro, così lo seguono fino alla fattoria di Rigel e lo attaccano con il mostro Rair e dei minidischi. Goldrake esce in difesa dei suoi amici ma finisce soggiogato dal mostro Rair. Solo Boss Robot, che prima combatteva con scarsi risultati, riesce a distrarre il mostro e permette a Goldrake di liberarsi e vincere la battaglia. Purtroppo la navicella per Koji è stata distrutta durante la battaglia, ma Actarus ringrazia Boss per l'aiuto che gli ha dato. |                   |                  |
| 32 | Un miraggio mortale - Miraggio mortale 「母に向って撃て!」 | 9 maggio 1976     | 20 dicembre 1978 |
| 32 | Gandal e Zuril preparano un nuovo trucco per adescare Duke Fleed: inviando un mostro spaziale sulla Terra lo attirano con Goldrake in un luogo dove con una macchina generatrice di miraggi è stato riprodotto un paesaggio del pianeta Fleed. Lì la comandante Marine, camuffata da regina di Fleed ovvero madre di Duke, tenta di avvicinare Actarus a sé per pietrificarlo, ma egli non cade nel tranello e distrugge il generatore di miraggi. Marine allora sale a bordo del mostro spaziale e combatte contro di Goldrake, mettendo in difficoltà Actarus con un raggio radioattivo. Prima che riesca a disintegrare il robot e la sua navicella con una mossa suicida, Koji colpisce la comandante Marine con il suo nuovo cannone a raggi ciclonici e salva la vita ad Actarus, che torna subito al centro ricerche per farsi curare. |                   |                  |
| 33 | Il mostro dallo spazio - Il mostro mutante 「必殺! ミュータントの最後」 | 16 maggio 1976    | 21 dicembre 1978 |
| 33 | Il ministro delle scienze Zuril invia sulla Terra una flotta di minidischi e, come previsto, Goldrake esce allo scoperto per combatterli. La flotta viene sgominata senza difficoltà, ma nel frattempo Zuril ha raccolto una serie di informazioni sui movimenti di Goldrake che gli serviranno per il prossimo attacco. Il prossimo mostro spaziale è Zariz, ed è un'evoluzione degli esseri Zari Zari sottoposti alle radiazioni Vegatron. Il mostro spaziale sfrutta le conoscenze raccolte per attaccare Goldrake quando è vulnerabile, e cioè nella fase di agganciamento con la sua astronave. Per fortuna anche Actarus conosce il punto debole degli Zari Zari e riesce a sconfiggere il mostro. |                   |                  |
| 34 | Un lupo siderale - La notte dell'uomo lupo 「狼の涙は流れ星」 | 23 maggio 1976    | 22 dicembre 1978 |
| 34 | Il comandante Gaus, principe di una stella conquistata dai veghiani, viene inviato a fronteggiare Goldrake in cambio della salvezza della propria gente. Nel primo scontro Goldrake sembra avere la peggio, tuttavia Gaus decide di risparmiarlo e attendere la luna piena per un secondo e ultimo round. Gaus va nella fattoria di Rigel sotto il suo aspetto umanoide e Venusia gli fa capire che distruggere Goldrake è sbagliato. Al secondo round Gaus difende Goldrake dai minidischi dicendo di voler essere lui a sconfiggere Actarus, tuttavia nel corso del loro combattimento si lascia di proposito colpire mortalmente da lui. |                   |                  |
| 35 | Il terremoto misterioso - Goldrake due: Avanti! 「飛べ! ダブルスペイザー」 | 30 maggio 1976    | 25 dicembre 1978 |
| 35 | Il comandante Beetle viene inviato sulla Terra con un disco d'attacco in grado di attaccare dal sottosuolo causando potenti terremoti. Messa in allarme la base, Goldrake decolla col suo disco; sfortunatamente per lui il disco talpa di Beetle sembra troppo veloce, rischiando di scoprire l'uscita 5, così Procton si prepara a farla distruggere con cariche esplosive, mettendo a rischio la diga. Fortunatamente Goldrake raggiunge Beetle in tempo e lo affronta con l'aiuto del nuovo disco di Alcor, il Goldrake 2, col quale dà il colpo di grazia al nemico. |                   |                  |
| 36 | Il raggio ciclonico - L'addestramento di Koji 「燃える大空の誓い!」 | 6 giugno 1976     | 26 dicembre 1978 |
| 36 | Il comandante Zigra della guardia imperiale di Vega arriva alla base di Gandal e Zuril con l'intento di andare sulla terra e sconfiggere Goldrake una volta per tutte sfruttando, i suoi punti deboli; nel frattempo Procton spiega ad Alcor e Actarus il problema dei tempi morti in cui Goldrake è indifeso, i quali verranno annullati dall'aggancio col Goldrake 2, fase per la quale Alcor si allena duramente, nel frattempo Zigra scende sulla terra e Goldrake parte per affrontarlo; le sue armi sono inutili, così si prepara a uscire col robot, ma Zigra approfitta dei tempi morti di Goldrake e danneggia gravemente il disco. Alcor assiste allo scontro dalla base e decide di partire col Goldrake 2 per aiutare Actarus, ormai allo stremo dello forze. Alcor arriva appena in tempo, Goldrake si aggancia al Goldrake 2 e sconfigge il nemico. |                   |                  |
| 37 | Esplosione nella galassia - Attacco a sorpresa 「翼にいのちをかけろ!」 | 13 giugno 1976    | 27 dicembre 1978 |
| 37 | In piena crisi energetica, i nemici decidono di inviare alcuni minidischi per impadronirsi dei depositi di superuranio. Alcor parte per intercettarli, tuttavia per impedire che l'irruenza del giovane causi danni, Procton invia anche Goldrake. Sfortunatamente nei pressi del combattimento col disco di attacco alieno ci sono anche Mizar e Venusia, così mentre Goldrake affronta il nemico, Alcor, ferito gravemente, li recupera e cede il posto di pilota del Goldrake 2 a Venusia, la quale vuole andare in soccorso di Goldrake che si trova in difficoltà nello scontro con il mostro, visto che emana raggi protonici, che risvegliano la sua ferita al braccio. Con le istruzioni di Alcor, Venusia riesce a togliere Actarus dai guai. |                   |                  |
| 38 | La ricerca del superuranio - La battaglia per il superuranio 「ひかる涙のドッキング!」 | 20 giugno 1976    | 28 dicembre 1978 |
| 38 | La stella Vegaton si è disintegrata e d'ora in poi gli alieni cercheranno a tutti i costi di conquistare le riserve di superuranio; discutendone con Procton, anche Actarus e Alcor ne vengono a capo e si preparano ad un inasprimento degli scontri futuri. Procton spiega inoltre a Actarus e Alcor i vantaggi nell'utilizzo del fotoquantum, così Alcor parte per raccogliere particelle dell'elemento, mentre Goldrake distrae i veghiani: tuttavia questi si accorgono degli intenti dei terrestri e raggiungono Alcor ferendolo gravemente. Tornato sulla Terra, Alcor viene soccorso e sostituito da Venusia che, a sua volta, parte col Goldrake 2 per agganciarsi a Goldrake e aiutarlo a sconfiggere il nemico. |                   |                  |
| 39 | Venusia scende in campo - Venusia scende in campo 「奇襲! ベガ星突撃隊」 | 27 giugno 1976    | 29 dicembre 1978 |
| 39 | Gli alieni preparano un nuovo piano per affrontare sia Goldrake che il Goldrake 2 ed inviano sulla terra un disco d'attacco che rilascia una strana capsula rossa in una miniera abbandonata per poi andarsene. Alcor lo segue ma Procton gli ordina di rientrare. Il disco sorvola la base dalla stratosfera, mentre dalla capsula escono le truppe di terra che si dirigono verso la base a bassa quota per eludere i radar. Venusia e Rigel li scoprono e vanno ad avvertire Procton, ma vengono scoperti a loro volta; Rigel allora resta indietro per distrarli. Il disco intanto rientra nell'atmosfera e inizia a distruggere la città, mentre Procton intuisce che potrebbe trattarsi di un diversivo, tuttavia Actarus e Alcor partono in difesa della città; Venusia arriva alla base in ritardo. Goldrake affronta il disco mostro ma è in difficoltà, nel frattempo Venusia cerca di intrattenere i minidischi delle truppe di Vega, che vengono individuati dai radar e Procton avvisa Goldrake. Raggiunto da Alcor, Goldrake sconfigge il disco mostro e rientra alla base appena in tempo per sconfiggere le truppe di Vega. |                   |                  |
| 40 | Il mare è in fiamme! - Fiamme negli abissi 「激突! 炎の海原」 | 4 luglio 1976     | 1º gennaio 1979  |
| 40 | In seguito ad un'eruzione sottomarina, gli spaziali individuano un deposito di superuranio ed inviano sulla terra un disco d'attacco con l'intento di impossessarsene; Goldrake e Goldrake 2 partono per impedire che il deposito venga coinvolto nell'esplosione. Recuperato il deposito si preparano al trasferimento, raggiunti dal nemico sono però costretti alla fuga. Il deposito viene messo al sicuro ma il disco cerca comunque di impossessarsi del superuranio con un attacco sottomarino e Goldrake si tuffa per affrontare il nemico, rischiando tuttavia di restare senza energie. La base dei veghiani comunica al disco d'attacco di lasciar perdere Goldrake, messo ko, e recuperare il superuranio. Goldrake 2 si lancia all'inseguimento del mostro carico di energia ed impedirgli di tornare alla base col carico. Su ordine di Gandal, il mostro prende in ostaggio Goldrake, ma attaccato da due fronti viene sconfitto. |                   |                  |
| 41 | Battaglia negli abissi marini - Il delfino spaziale 「マリンスペイザー出動せよ!」 | 11 luglio 1976    | 2 gennaio 1979   |
| 41 | Gli spaziali catturano un temibile mostro anfibio e lo trasformano in un disco d'attacco per inviarlo sulla terra sfruttando la debolezza nei combattimenti acquatici di Goldrake, nel frattempo Procton svela ad Actarus e gli altri la sua nuova creazione, il Delfino Spaziale, la cui guida sarà destinata a Venusia. L'addestramento tuttavia si rivela troppo duro ed in un incidente Actarus viene ferito. Il mostro viene inviato sulla terra insieme ai minidischi: Goldrake e Goldrake 2 partono per affrontarli, mentre Venusia prosegue l'addestramento, in attesa che il Delfino Spaziale venga riparato. Venusia termina l'addestramento e parte col Delfino Spaziale, ma Goldrake nel frattempo viene trascinato in acqua, trovandosi quindi in difficoltà. I due, tuttavia, si agganciano e sconfiggono il mostro. |                   |                  |
| 42 | S.O.S. dal Centro Spaziale - La scelta di Procton 「危機! 研究所よ立ちあがれ」 | 18 luglio 1976    | 3 gennaio 1979   |
| 42 | Procton alla base terrestre vuol mettere in funzione un nuovo elaboratore per aiutarli a fronteggiare le forze di Vega, nel frattempo gli spaziali inviano un disco-mostro per distrarre Goldrake e i suoi amici, mentre i minidischi cercano di distruggere la base di Procton. Actarus decolla col suo disco, Alcor col Goldrake 2 abbatte i minidischi. Il disco-mostro si butta in acqua, e parte anche il Delfino Spaziale per Goldrake sott'acqua; il mostro gli tende un agguato e immobilizza Goldrake sul fondale marino, mentre Alcor viene fatto rientrare. Alcor intrattiene i minidischi, mentre l'astronave ammiraglia cerca di distruggere il centro di Procton, nel frattempo Venusia libera Goldrake dal disco che lo immobilizzava e riesce a rientrare, quindi Procton attiva i nuovi sistemi di difesa impiantati segretamente ed insieme a Goldrake riescono ad allontanare la nave di Gandal. |                   |                  |
| 43 | Una base segreta sulla Terra - L'isola misteriosa 「隕石落下! 謎の孤島」 | 25 luglio 1976    | 4 gennaio 1979   |
| 43 | Viene inviato un nuovo comandante sulla terra con lo scopo di costruire una base veghiana su un'isola deserta: il disco viene intercettato da Alcor, che però accusa un malore in volo e precipita. Portato in salvo rinviene e parte nuovamente con Goldrake e Venusia; nel frattempo le truppe di Vega procedono alla costruzione della base e il comandante va a distrarre Goldrake. Alcor trova e distrugge la base. Il disco d'attacco del comandante veghiano torna in superficie ma raggiunto nuovamente da Goldrake viene sconfitto. |                   |                  |
| 44 | Un segreto dalla preistoria - Minaccia dal passato 「祭りの夜 円盤獣が来る!」 | 1º agosto 1976    | 5 gennaio 1979   |
| 44 | In epoca preistorica sulla Terra era stato inviato un disco veghiano; i veghiani ora ne approfittano per inviare truppe senza essere scoperte dai radar della base terrestre. Ciò costa la vita al giovane terrestre Hiroshi. Actarus dovrà eliminare tre belve-robot e il generale veghiano ideatore del piano. |                   |                  |
| 45 | I mostri del sottosuolo - La trivella spaziale 「燃えろ! ドリルスペイザー」 | 8 agosto 1976     | 6 gennaio 1979   |
| 45 | I veghiani inviano un meteorite sulla terra nel quale sono nascoste uova di formica spaziale con le quali intendono attaccare i centri di comunicazione terrestre dopo aver attirato all'esterno della base Goldrake; il meteorite viene avvistato da Mizar che cerca di dare l'allarme ma non viene creduto. Il meteorite si distacca prima di toccare il suolo e le formiche atterrate vengono avvistate da Alcor durante il collaudo della Trivella Spaziale, nuovo veicolo che permetterà a Goldrake di combattere nel sottosuolo; riuscendo a comunicare con la base Alcor conferma l'allarme dato da Mizar, del quale viene informato anche Goldrake nel frattempo impegnato da uno scontro con un disco-mostro. Le formiche del primo punto d'impatto vengono quindi abbattute, nel frattempo il disco mostro raggiunge il secondo punto d'impatto e fa dischiudere le uova delle altre formiche spaziali nei pressi di un vulcano, ma Goldrake, con l'aiuto della Trivella Spaziale e del Delfino Spaziale di Venusia, riesce ad abbattere i suoi nemici. |                   |                  |
| 46 | Uno squalo dallo spazio - Gli squali siderali 「空からサメが降ってきた!!」 | 15 agosto 1976    | 8 gennaio 1979   |
| 46 | Alcor invita Venusia a Maryland, un parco acquatico, per un po' di svago, alla quale si uniscono anche Mizar e Rigel. Al parco tuttavia i veghiani catturano Alcor per interrogarlo, inoltre vogliono prendere in ostaggio gli invitati alla piscina. Rigel scopre il piano e mette in allarme Venusia, che, a sua volta, informa Procton. Localizzato il posto in cui viene tenuto Alcor, Venusia cerca di liberarlo, riuscendovi con l'aiuto di Actarus, sopraggiunto nel frattempo. I veghiani inviano quindi un disco mostro, ma Goldrake lo sconfigge. |                   |                  |
| 47 | L'insidia sotto il lago - Il lago delle insidie 「湖が地獄の火を吐いた!」 | 22 agosto 1976    | 9 gennaio 1979   |
| 47 | Actarus, Alcor, Venusia, Rigel e Mizar vanno in campeggio in riva a un lago. Nel frattempo i Veghiani organizzano un nuovo piano, inviando sulla terra le proprie truppe assieme al servizio segreto in veste di moto-teppisti, che cerca di provocare Actarus e gli altri, mentre sott'acqua si compone un temibile disco mostro. Actarus e gli altri si allontanano dal lago, ma Alcor torna verso il lago ad affrontare i teppisti che infastidiscono due ragazze, riuscendo ad allontanarli solo con l'aiuto di Actarus. Nel frattempo il centro viene bombardato da missili, Goldrake e Venusia rientrano ed escono per il contrattacco. Alcor li vede in volo e rientra alla base per recuperare la trivella spaziale ed attaccare la base nel fondo del lago dei veghiani; col suo aiuto Goldrake e Venusia riescono a sconfiggere il mostro. |                   |                  |
| 48 | La montagna scomparsa - Il baratro infernale 「地の底に悪魔がいた!」 | 29 agosto 1976    | 10 gennaio 1979  |
| 48 | I veghiani inviano sulla terra un disco mostro che si rintana sotto una montagna e attira Goldrake e gli altri per poi farli cadere in un pozzo; tuttavia grazie a Venusia rimasta all'esterno della montagna riesce a impedire il peggio. Il generale veghiano quindi col suo disco mostro cerca di far sprofondare la base intera, mentre Goldrake viene distratto da una serie di minidischi ed Alcor e Venusia vanno ad affrontare il mostro. Goldrake raggiunge Alcor ed insieme sconfiggono il nemico. |                   |                  |
| 49 | Il mostro ribelle - Fratelli di sangue 「赤い夕陽に兄を見た!」 | 5 settembre 1976  | 11 gennaio 1979  |
| 49 | Un disco mostro che emette raggi protonici è fuori controllo e scende sulla terra mettendo la base terrestre in allarme, Goldrake e gli altri vanno ad affrontarlo, nello scontro vengono avvistati da Maria Grazia Fleed, sorella di Actarus e suo nonno, che le svela le sue origini e, credendo che Goldrake sia caduto nelle mani dei nemici le dice di andare a recuperare Goldrake dalle mani delle truppe di Vega. A scontro finito, Actarus, Alcor e Venusia vengono raggiunti da Maria, che dopo un primo scontro con Actarus lo riconosce. |                   |                  |
| 50 | Eliminate Alcor - Eliminate Koji Kabuto 「暗殺!! 兜甲児を消せ」 | 12 settembre 1976 | 13 luglio 1984   |
| 50 | I veghiani inviano tre sicarie per uccidere Alcor ed impedirgli di supportare Goldrake nelle sue battaglie. Actarus e gli altri sono alla fattoria, dove Alcor si allena per una prossima gara coi cavalli, alla quale decide di partecipare anche Maria, che, grazie ai suoi poteri telepatici, riesce a sventare gli attentati delle assassini. Alcor rimane tuttavia ferito gravemente. Viene quindi inviato un disco mostro e Goldrake esce per affrontarlo: interviene anche Maria con il Goldrake 2 e con il suo aiuto sconfigge il mostro. |                   |                  |
| 51 | Il pianeta contaminato - Il pianeta assassino 「大接近!! 悪魔の星」 | 19 settembre 1976 | 12 gennaio 1979  |
| 51 | I veghiani per liberare il proprio pianeta dalle radiazioni vegatron, caricano il pianeta morto Vega X3 delle radiazioni e lo scagliano contro la terra, per trasformare un loro cataclisma in una potenziale arma finale contro il popolo terrestre; la base terrestre avvista Vega X3 e per evitare il disastro decidono di abbattere il pianeta con un missile teleguidato. Goldrake esce per accertarsi che esso colpisca il pianeta morto, ma viene intercettato dal nemico; così Alcor, Venusia e Maria lo raggiungono per dargli man forte. Sconfitto il nemico, Goldrake assieme al missile dei terrestri attacca il pianeta Vega X3, distruggendolo. |                   |                  |
| 52 | La fuga - Fuga dal pianeta Vega (prima parte) 「ベガ大王軍団・大移動!」 | 26 settembre 1976 | 11 dicembre 1979 |
| 52 | I veghiani si preparano alla fuga dalla stella Vega ormai giunta al collasso, nel frattempo Gandal e Zuril inviano sulla terra una nuova serie di minidischi e un mostro d'attacco per abbattere Goldrake, che, insieme a Alcor, Venusia e Maria, sembra già in difficoltà. Nel frattempo sulla stella Vega il ministro Dantos sta ultimando nuovi temibili mostri da mandare contro Goldrake, ma proprio in quel momento la stella obbliga i veghiani all'evacuazione immediata. Giunti sulla luna Vega e Dantos rimproverano Gandal e Zuril per non aver ancora distrutto Goldrake. Dantos invia sulla terra uno dei nuovi mostri per sfidare un disco mostro, distruggendolo. Goldrake e gli altri osservano da lontano il combattimento e quando intervengono Goldrake viene atterrato e Venusia viene catturata. |                   |                  |
| 53 | Il mostro invincibile - Fuga dal pianeta Vega (seconda parte) 「死闘! キングゴリを倒せ」 | 3 ottobre 1976    | 12 dicembre 1979 |
| 53 | Venusia viene recuperata, così Goldrake e Maria riescono a rientrare, nel frattempo il generale Dantos riceve da Vega il comando dell'operazione per distruggere la base terrestre, mentre Goldrake è in riparazione, con il suo fortissimo mostro che riesce a seguire l'odore di Goldrake e rintracciarla; Actarus e gli altri cercano di ostacolarlo in tutti i modi finché il robot non viene riparato, ma alla fine il mostro giunge alla base. Il robot nel frattempo è stato riparato, così Goldrake e gli altri escono a difendere la base. Nel frattempo Gandal e Zuril pianificano l'assassinio di Dantos, di cui sono invidiosi: a tale scopo inviano minidischi per attirare gli amici di Goldrake dove si trova il disco di Dantos che nel frattempo è atterrato. Maria con la Trivella spaziale distrugge il disco e Gandal dà il colpo di grazia a Dantos per poi distruggere il controllo a distanza del mostro contro cui sta combattendo Goldrake che, con l'aiuto di Alcor sul Goldrake 2, riesce finalmente a batterlo. |                   |                  |
| 54 | Orrore negli abissi - La fossa oceanica 「謎の恐怖! 日本海溝」 | 10 ottobre 1976   | 13 dicembre 1979 |
| 54 | Vega ordina a Zuril e Gandal di produrre un mostro anfibio per distrarre Goldrake e gli altri, mentre vengono iniziati i lavori per la costruzione della base veghiana terrestre; avvistato il mostro Goldrake e gli altri partono dalla base per fronteggiarlo cadendo nel tranello, nel frattempo Zuril con l'astronave ammiraglia fa da testa di ponte per il trasferimento dei materiali necessari alla costruzione. Nello scontro con il mostro Actarus si accorge dell'imbroglio e colpisce il mostro che viene finito da Alcor e Maria, nel frattempo Actarus e Venusia bombardano quella che credono la base aliena sul fondale marino, sotto la quale si nasconde l'astronave aliena, che si prepara nuovamente a costruire la base. |                   |                  |
| 55 | Il mostro di Lochness - L'arma misteriosa 「襲撃! 恐怖の怪気球」 | 17 ottobre 1976   | 14 dicembre 1979 |
| 55 | Gli alieni iniziano la costruzione della base sottomarina, mentre una scossa di terremoto mette in allarme quella terrestre e Venusia va in ricognizione, ma prima di giungere sul posto viene inviata una squadra di minidischi di Zuril a intercettarla, così partono pure Goldrake e gli altri a supportare la ragazza; vedendo i minidischi in difficoltà Gandal invia a sua volta un mostro che risale il fiume, tuttavia viene avvistato da Rigel e Mizar che avvisano Procton. Arrivati sul posto, Goldrake e Alcor si occupano del mostro, il quale tuttavia invia tre torpedini di cui si occupano Venusia e Maria. Goldrake ed Alcor riescono a sconfiggere il mostro e vanno ad aiutare le due compagne con le torpedini. |                   |                  |
| 56 | L'occhio spaziale - L'impostore 「危機を呼ぶ偽博士!」 | 24 ottobre 1976   | 17 dicembre 1979 |
| 56 | Grazie all'invio di un satellite spia, Procton riesce a scoprire dove si trovano alcune tracce degli alieni sulla terra: Goldrake e gli altri vanno subito sul posto per poter rintracciare i veghiani danneggiando gravemente un deposito materiale. Vega minaccia Gandal e Zuril, dandogli un ultimatum per la realizzazione della base: nel frattempo Procton, scortato da Alcor, Maria e Venusia, va in Svizzera per chiedere la collaborazione dei terrestri ed inviare in orbita da ogni città satelliti spia coi quali prevenire gli attacchi nemici, ma il nemico lo precede e Goldrake si troverà a dover difendere la sede dell'ONU da un attacco nemico. |                   |                  |
| 57 | Un piccolo mostro - Il piccolo mostro 「吼えろ! ぼくの怪獣」 | 31 ottobre 1976   | 18 dicembre 1979 |
| 57 | Zuril rapisce Jimmy, un bambino terrestre trascurato dalla madre che lavora tutto il giorno, e Budobudo, il suo scarabeo, trasformando quest'ultimo in un nuovo mostro robot. Nel frattempo Alcor e Maria sono in gita a Tokyo per acquisti: avendoli individuati, Zuril manda i suoi scagnozzi a rapirli sfruttando anche il bambino, dopo averlo ipnotizzato. Alcor sfugge alla cattura per un soffio, ma Maria viene catturata; il bambino viene quindi mandato a cercare Alcor e lo avvisa su dove avrebbe potuto trovare Maria, ossia nel cantiere dove viene rilasciato Budobudo trasformato in robot, il quale liberatosi delle impalcature esce all'aperto e inizia a distruggere la città. Goldrake nel frattempo arriva sul posto per battersi col mostro, quindi Alcor e Maria recuperano il Goldrake 2 e la Trivella Spaziale per aiutarlo nello scontro. Jimmy si risveglia dallo stato ipnotico e va in cerca di Budobudo, ma i veghiani inseriscono il controllo a distanza e Goldrake è costretto ad abbattere il mostro. |                   |                  |
| 58 | Il falso Goldrake - Actarus è impazzito 「悪魔にされたグレンダイザー!」 | 7 novembre 1976   | 20 dicembre 1979 |
| 58 | Zuril e Gandal ricevono da Vega un nuovo mostro con capacità metamorfiche che gli consentono di copiare la forma di Goldrake robot e disco, nel frattempo vengono inviati minidischi di disturbo verso la base col compito di bloccare Goldrake con delle mine magnetiche, il quale interviene e cade nel tranello, venendo poi sostituito dalla copia, pilotata da un veghiano anch'esso camuffato da Goldrake; giunto sulla terra inizia ad attaccare tutto ciò che incontra. L'esercito dà ordine di abbattere Goldrake, nel frattempo Alcor decide di andare egli stesso a giustiziare l'amico. Actarus fa ritorno sulla Terra, dove viene attaccato da Alcor. Trovatisi faccia a faccia, Alcor capisce che si tratta del vero Actarus e tornati alla base comunicano agli altri l'imbroglio dei nemici. Goldrake smaschera il falso disco e lo abbatte. |                   |                  |
| 59 | ‍Inedito - Commando da Vega 「ああ! 少年コマンド隊」 | 14 novembre 1976  | 30 marzo 2015    |
| 59 | Il comandante Dageer fa credere a cinque adolescenti del suo pianeta che Goldrake costituisce una minaccia per la loro razza. Questi allora si dirigono sulla Terra per mettere in scacco Goldrake. Quando finalmente capiscono che sono i veghiani a voler attaccare i terrestri e non viceversa, sarà per loro troppo tardi; tuttavia attuano un piano per mandare in fumo i disegni di Dageer, che morirà subito dopo di loro. |                   |                  |
| 60 | Ultimatum ore sette - Ultimatum a Tokyo 「午後七時 東京タワー爆発!」 | 21 novembre 1976  | ?                |
| 60 | I veghiani usano ratti carichi di vegatron liquido per poterli usare come bombe viventi in modo da distruggere la torre di Tokyo, a meno che la base terrestre e Goldrake non annuncino la resa. Goldrake e gli altri escono per cercare di sventare l'attacco, avvistando all'ultimo i ratti dei quali Maria ha gran timore. Actarus le ricorda che la stella Fleed era stata attaccata alla stessa maniera e dopo messo in pratica un piano di Procton riesce insieme a lei ad allontanare e distruggere i ratti esplosivi. |                   |                  |
| 61 | Piano Pegaso - Operazione Pegasus 「特攻 スパイ大作戦」 | 28 novembre 1976  | 21 dicembre 1979 |
| 61 | Avvalendosi di quattro soldati speciali, tra cui un mutaforma, Zuril invia i primi tre a raccogliere informazioni alla base terrestre, quindi fa attirare Rigel fuori dalla base con un cavallo mostro, per poi sostituirlo col quarto soldato, che prende le somiglianze del padre di Mizar. I tre soldati speciali tornano quindi da Zuril e iniziano uno scavo per portarsi vicini al centro energetico della base terrestre e distruggerlo; nel frattempo il finto Rigel insospettisce Mizar che mette in allarme gli altri ma non gli credono. Poco dopo Alcor e Maria trovano Rigel svenuto ai piedi di una scarpata che gli racconta dell'attacco. I veghiani nel frattempo raggiungono il centro energetico e riescono a distruggerlo. Procton mette in allarme Actarus e gli altri che escono per affrontare il nuovo mostro meccanico ed una serie di minidischi, riuscendovi. |                   |                  |
| 62 | Il giorno dei cigni - Il giorno dei cigni 「戦慄! 白鳥が来た日」 | 5 dicembre 1976   | 24 dicembre 1979 |
| 62 | Mizar e Rigel trovano un cigno ferito dentro un cespuglio: l'animale faceva parte di un gruppo di animali equipaggiati di missili vegatron miniaturizzati con cui Zuril e Gandal mettevano a punto un nuovo piano. Vedendo l'animale sofferente, Mizar e Rigel chiedono aiuto a Procton, il quale, dopo averlo esaminato, trova il missile miniaturizzato e intuisce il piano nemico: una volta che il mostro raggiunge Tokyo, Goldrake attira dietro a sé i cigni, mentre Alcor va a combattere col mostro e i minidischi; poco dopo arriva anche Actarus e i due sconfiggono i nemici. |                   |                  |
| 63 | Gelo mortale - La ragazza venuta dalla neve 「雪に消えた少女キリカ」 | 12 dicembre 1976  | 25 dicembre 1979 |
| 63 | La veghiana Shira è riuscita a inventare un nuovo liquido in grado di congelare qualunque cosa all'istante allo scopo di salvare il pianeta Vega in fiamme, tuttavia il Re la invia sulla terra per usare la sua invenzione contro Actarus e gli altri. Giunta sulla terra col suo disco, viene tuttavia abbattuta, così Actarus e gli altri la portano alla base per darle le cure dovute. Poco dopo Actarus e Alcor vanno a perlustrare il disco e Actarus, una volta entrato, resta prigioniero del mezzo. Sopraggiungono anche Shira, Maria e Venusia; la veghiana apre il portellone per uccidere Goldrake come da ordine di Re Vega, ma l'amore fraterno di Maria la mette in crisi, e viene così ferita da Actarus Sul posto arriva un mostro meccanico e Goldrake, tornato sul robot lo affronta. Shira si ravvede completamente e riparte col suo disco disobbedendo agli ordini di Vega per mettere a punto l'ultimo esperimento della sua vita. |                   |                  |
| 64 | Gli ultimi cinque minuti - La bomba a orologeria 「東京全滅五分前!」 | 19 dicembre 1976  | 26 dicembre 1979 |
| 64 | Zuril mette a punto un nuovo tipo di bomba a raggi Vegatron e Gandal invia un mostro meccanico con la bomba al centro di Tokyo, quindi invita Procton a consegnargli Goldrake, pena la distruzione della capitale del Giappone, mentre Actarus e gli altri, che non son riusciti a bloccare il mostro prima, stanno a guardare. La squadra decide di combattere ugualmente nonostante il pericolo che riescono ad abbattere il mostro che proteggeva la bomba ed allontanare quest'ultima da Tokyo, tuttavia Actarus nell'allontanare la bomba viene ferito nell'esplosione. |                   |                  |
| 65 | Alcor, un vero combattente - Una sfida per Koji 「兜甲児一本勝負!」 | 26 dicembre 1976  | 27 dicembre 1979 |
| 65 | Per mezzo di una serie di attacchi missilistici, i veghiani riescono a far avvicinare il comandante Sator nei pressi di un deposito di uranio, facendolo proprio sotto il naso di Alcor, il cui tentativo di intercettare il missile responsabile fallisce miseramente, facendogli invece distruggere la casa di alcuni civili. Procton intuisce il piano nemico e Alcor, indispettito dell'insuccesso, va in cerca dei nemici atterrati col missile, i quali camuffatisi da campeggiatori cercano di entrare nella base attraverso il fiume. Alcor li scopre e avvisa Actarus e gli altri. Goldrake li intercetta e li abbatte tutti eccetto il comandante Sator, che riesce a ritornare al suo disco ed a far intervenire un mostro meccanico col quale combattere con Goldrake e gli altri. Maria raccoglie Alcor con la Trivella Spaziale, il quale, sostituendola alla cloche, sconfigge il nemico. |                   |                  |
| 66 | Sotto il livello del mare - Trappola in fondo al mare 「死の海底400M(メートル)!」 | 2 gennaio 1977    | 28 dicembre 1979 |
| 66 | A causa di un forte terremoto una base di comunicazione veghiana viene alla luce, così Zuril e Gandal mandano un mostro a distruggerla prima che cada nelle mani terrestri, il mostro affonda un mercantile, il quale mette in allerta la base terrestre; Alcor e Maria partono in avanscoperta e Maria, inabissatasi per controllare viene imprigionata da alcune alghe mostruose. Alcor la va a liberare riuscendovi nonostante l'intervento dei mezzi di difese nemici, incluso il mostro. Rientrati alla base con l'aiuto di Venusia, i tre, Procton e Actarus intuiscono l'uso che facevano della base i veghiani, ma prima di inviare Goldrake decidono di inviare una telecamera ad esplorare meglio il posto, con la quale individuano la base veghaina, cadendo nell'esca gettata da Zuril che vuol tendere un'imboscata a Goldrake. Actarus e Venusia, col Delfino Spaziale, partono in missione, combattendo egregiamente ma finiscono per restare bloccati sotto un gruppo di macigni gettati dal mostro meccanico. Gettando i motori a tutta potenza in un tentativo disperato, Actarus e Venusia riescono a liberarsi dal fondale marino, gettando il mostro nel vulcano dell'isola vicino. |                   |                  |
| 67 | La fuga di Gandal - Attacco alla base sottomarina 「決死の海底基地爆破」 | 9 gennaio 1977    | 31 dicembre 1979 |
| 67 | In vista del nuovo piano per attaccare i terrestri, Zuril rifiuta l'appoggio di Re Vega per via del suo orgoglio e invia un gruppo di palloni aerostatici a bombardare la base terrestre. Actarus e gli altri rientrano alla base; Alcor, Maria e Venusia vanno ad abbattere i palloni, quindi Actarus si unisce a loro all'arrivo di un gruppo di minidischi. Dopo averli abbattuti, Goldrake e Venusia cadonoin un'imboscata di due mostri meccanici, dalla quale riescono a scappare miracolosamente. Forti del fatto che Goldrake non possa scendere a una profondità superiore ai 400m, Zuril procede ad un attacco missilistico per attirare Goldrake in mare o - in alternativa - distruggere la base, nel frattempo Procton e gli altri scienziati cercano di terminare i lavori al Batiscafo Cosmico col quale Goldrake potrà scendere in profondità e combattere ad armi pari coi nemici. Alcor e Maria escono per difendere il laboratorio dall'attacco missilistico, ma Alcor viene catturato e Zuril ricatta Goldrake. Alcor riesce a liberarsi dalla presa degli uomini di Gandal e avverte Goldrake della trappola sulla vera base nemica situata a 1000m sotto il livello del mare, profondità che Goldrake potrà raggiungere col nuovo mezzo. Scovata la vera base nemica, Goldrake la distrugge e recupera Alcor; uscito dalla base ad attenderlo c'è Zuril che, separatosi da Gandal, lo attacca con i due mostri meccanici, che verranno sconfitti. |                   |                  |
| 68 | Maria nella tempesta - La fine di Kain 「吹雪の中のマリア」 | 16 gennaio 1977   | 1º gennaio 1980  |
| 68 | Il ministro Zuril, rimasto sulla terra, vuole impossessarsi di una base militare a Hokkaido e incarica Kain, un prigioniero fleediano, di gestire le operazioni come suo vice. Durante una tempesta di neve il mostro spaziale Bueb congela i soldati nella base e Zuril ne assume il comando. Rigel, che si trovava in zona, ha fotografato il mostro di Vega e lo comunica alla base di Procton, ma dei soldati di Kain se ne accorgono e lo pedinano, senza fare rapporto al loro diretto superiore per assumersene il merito. Goldrake e i suoi compagni si precipitano a Hokkaido per fronteggiare Vega e Venusia salva suo padre, riuscito a sfuggire ai suoi inseguitori. Kain, ignaro dell'arrivo di Goldrake per l'insubordinazione dei suoi sottoposti, viene rimproverato da Zuril e, mentre Bueb accelera le operazioni per la conquista della base, Kain deve distrarre l'attacco di Goldrake con una flotta di minidischi per guadagnare tempo. |                   |                  |
| 69 | Il figlio di Zuril - Il figlio di Zuril 「父に捧げる愛のオーロラ」 | 23 gennaio 1977   | 2 gennaio 1980   |
| 69 | Gandal e Vega inviano il figlio di Zuril a recuperare suo padre. Nella fuga dalla Terra l'astronave viene danneggiata da Goldrake e il figlio di Zuril decide di far distaccare la parte anteriore dell'astronave di Zuril per farli scappare. Il giovane veghiano resta con un mostro meccanico ad affrontare Goldrake per permettere a suo padre di scappare. Goldrake, scoperta l'identità del suo avversario, cerca di farlo ragionare, ma il figlio di Zuril decide di sacrificarsi. |                   |                  |
| 70 | Addio, re di Fleed! - Il re di Fleed 「涙は胸の奥深く」 | 30 gennaio 1977   | 3 gennaio 1980   |
| 70 | Sfruttando il re Fleed in propria prigionia, i veghiani fanno assumere le sue sembianze ad un proprio soldato e lo mandano contro i terrestri a bordo di un mostro meccanico, tutto per far cadere in trappola Maria, la sorella di Actarus, la quale, attraverso visioni telepatiche, inviategli prima da Lady Gandal poi sorte dalla sua mente stessa, cade nel tranello e, dopo la ritirata del mostro, decide di andare con Alcor in perlustrazione nel punto in cui è scomparso, trovando il falso re Fleed che tuttavia non riesce a ingannare Alcor, così rientra nel mostro di Vega e va ad affrontare Goldrake, sopraggiunto all'ultimo. |                   |                  |
| 71 | ‍Inedito - Il destino di Morus 「悲劇の親衛隊長モルス」 | 6 febbraio 1977   | 15 aprile 2015   |
| 71 | Marcus, il migliore amico di Duke Fleed in gioventù, era stato poi catturato da Vega, che l'aveva quindi riprogrammato facendone di lui un comandante delle forze veghiane. Dopo una pericolosa missione, il perfido sovrano veghiano lo invia sulla terra col suo robot col compito di distruggere Goldrake. Nello scontro, Actarus riconosce l'amico e riesce a far svanire l'effetto del lavaggio al cervello. Marcus, sdebitatosi a sua volta, decide di andare in missione per tentare di uccidere Vega, perdendo tuttavia la vita. |                   |                  |
| 72 | Rivoluzione nello spazio - Il sacrificio di Rubina 「はるかなる故里の星」 | 13 febbraio 1977  | 4 gennaio 1980   |
| 72 | In fuga da un pianeta in rivolta, la principessa Rubina, figlia di Vega, raggiunge la base veghiana in assedio alla terra. La ragazza, innamorata di Goldrake, comunica al padre che sul pianeta Fleed sta tornando alla vita ed invita il padre a desistere dai suoi piani di conquista, tuttavia questi sembra irremovibile, anzi affida il destino riguardante sua figlia al Ministro Zuril, promettendogliela in sposa. Rubina decide quindi di scendere sulla Terra per raggiungere Goldrake, mentre Zuril è deciso a usarla come esca per far cadere Goldrake in una nuova trappola, ma già il re Vega è contrario. Rubina e Goldrake si incontrano e parlano dei tempi passati, quando all'improvviso Zuril attacca Goldrake mandandolo in confusione e costringendolo alla fuga, avvenuta grazie all'intervento di Alcor, sopraggiunto con il Goldrake 2. Rubina prova nuovamente a chiamare Goldrake fuori dalla base terrestre, questi, di nascosto, nonostante la poca fiducia nei veghiani, decide di andare nuovamente a parlarle, cadendo in una nuova trappola del ministro Zuril. Rubina lo salva e Zuril alzatosi in volo abbatte la sua astronave. Goldrake si lancia col suo disco per evitare che quello della ragazza si schianti ed aiutato da Alcor e Maria la riesce a mettere in salvo, mentre l'astronave di Zuril viene gravemente danneggiata; il ministro veghiano con un ultimo sforzo in un attacco kamikaze cerca di coinvolgere Goldrake e la ragazza in un'esplosione, venendo tuttavia abbattuto. Rubina muore tra le braccia di Actarus, Zuril tenta un'ultima volta di ucciderlo, ma Alcor lo salva sparando al ministro nemico, uccidendolo una volta per tutte. |                   |                  |
| 73 | Due amici inseparabili - Scontro finale 「この美しい地球のために」 | 20 febbraio 1977  | 5 gennaio 1980   |
| 73 | Ormai la battaglia finale si avvicina e Actarus riflette malinconicamente sull'andare da solo ad affrontare lo scontro con la base veghiana, Alcor tuttavia capisce il suo intento e cerca di fermarlo dal sacrificarsi; dopo aver fatto ragionare Actarus, ai limiti dell'atmosfera, vengono tuttavia raggiunti da un mostro veghiano con ai comandi Lady Gandal, che danneggia gravemente il Goldrake 2 ed abbaglia Actarus, il quale riesce a salvare Alcor dallo schiantarsi e si prepara allo scontro. |                   |                  |
| 74 | Goldrake o Vega? - Goldrake... addio? 「永遠に輝け! 二つの星」 | 27 febbraio 1977  | 6 gennaio 1980   |
| 74 | Unendo le forze con i suoi amici, Goldrake riesce ad abbattere Lady Gandal ed il suo mostro, quindi rientra alla base insieme ad i suoi amici. Lady Gandal si riprende, ma a causa del trauma subito in lei è avvenuto un cambiamento di personalità: l'aliena tramortisce il marito e cerca quindi di uccidere Re Vega ma Gandal si sveglia e la uccide, ferendosi in tal modo a sua volta a morte. Gandal scende sulla terra per un attacco kamikaze ai danni di Goldrake, volendo redimersi agli occhi di Vega in un ultimo atto di fede, ma il suo piano fallisce ed egli muore. Vega fa distruggere la base lunare e prepara il suo esercito all'attacco finale; nel frattempo Procton ha terminato i lavori al Cosmo Speciale, un nuovo veicolo terrestre per supportare Goldrake nell'ultima battaglia. Lo scontro si fa duro per i veghiani ed alla fine Goldrake uccide Re Vega. Terminato lo scontro, Actarus e Maria decidono di tornare sul pianeta Fleed. |                   |                  |